# Grenzpolizei in Texas
Grenzpolizei in Texas ist ein US-amerikanischer Western aus dem Jahr 1951 von Phil Karlson mit George Montgomery und Gale Storm in den Hauptrollen. Der Film wurde von Columbia Pictures produziert.

## Handlung
1874 werden die Texas Rangers nach ihrer zeitweiligen Demobilisierung wieder in Dienst gestellt, um der wachsenden Kriminalität in Texas Herr zu werden. Innerhalb von zwei Jahren schafft es die Polizeitruppe unter Major Jones Recht und Ordnung wiederherzustellen. Der berüchtigte Bandit Sam Bass versammelt die übrig gebliebenen Outlaws und nennt die Gruppe Longriders. Als die Longriders mit ihren Raubzügen Erfolg haben, wird der Gouverneur von Texas nervös und droht damit, die Rangers aufzulösen.
Die Longrider Johnny Carver und Buff Smith werden festgenommen. Bei einem Verhör erkennt Johnny in Major Jones einen ehemaligen Offizier, unter dem er im Bürgerkrieg gedient hat. Jones fragt ihn nach dem Grund, warum er Verbrecher geworden sei. Johnnys Antwort, dass er durch den Krieg alles verloren hat, bringt den Major dazu, ihm eine Amnestie anzubieten, wenn er hilft, Bass und die Longriders dingfest zu machen. Weil auch Buff amnestiert werden soll, akzeptiert Johnny. Im Hauptquartier der Rangers in Waco werden sie den anderen Rangers vorgestellt. Dies bringt Helen Fenton, Herausgeberin des Waco Star, auf, deren Vater von dem Longrider Sundance Kid ermordet wurde. Unter den Rangers entdeckt Johnny seinen jüngeren Bruder Danny, der den Namen Bonner angenommen hat. Johnny verspricht, Dannys wahre Identität nicht zu enthüllen.
Johnny und Buff kehren zu den Longriders zurück. Bass plant einen Banküberfall und schickt die beiden nordwärts, um den Rest der Bande zu informieren. Auf dem Weg begegnen sie Danny, was Johnny zu dem Schluss bringt, dass Jones ihm und Buff nicht traut. Die Gruppe gerät in einen Hinterhalt, den Sundance Kid gelegt hat. Johnny tötet den Outlaw und will die Rangers verlassen, weil es ihm nur um Rache ging. Danny und Buff entwaffnen Johnny und nehmen ihn fest. Als weitere Longriders erscheinen und Danny töten, vollzieht Johnny einen Sinneswandel. Während Buff Dannys Leichnam nach Waco bringt, verfolgt Johnny die Outlaws.
Die Rangers werden nach Austin beordert. Buff macht sich auf die Suche nach Johnny, um ihm die Neuigkeit mitzuteilen. In Belton erwarten Bass und seine Leute die Ankunft einer Kutsche von Wells Fargo. Johnny macht den Sheriff auf die Longriders aufmerksam, schnappt sich zwei Geldsäcke und flieht. Jones erfährt von Johnnys Tat und fürchtet um den Ruf der Rangers. Buff findet Johnny, der erklärt, dass er verhindern wollte, dass Bass das Geld raubt. Buff erklärt ihm, dass die Rangers nach Austin geschickt wurden, um eine Goldlieferung im Wert von einer Million Dollar zu sichern. Johnny trifft Bass in Waco und gibt ihm nur so viel Informationen über den Goldzug wie nötig, um Bass von seiner Loyalität zu überzeugen. Bass plant, den Zug beim Abladen der Barren zu überfallen.
Johnny und Buff werden von den Longriders gefangen genommen, als Johnny Buff die Überfallpläne erklären will. Johnny versichert Bass, dass Buff sein Gegner sei und bleibt auch bei der Version, als Buff getötet wird. Bevor die Longriders die Stadt verlassen, kann Johnny Helen dazu bringen, Jones zu alarmieren. Bass hat den Plan geändert. Er will mit drei Männern auf den Zug aufspringen und ihn an einer vorher geplanten Stelle zum Halten bringen. Johnny verwickelt Bass und die beiden anderen Longriders in einen Kampf. Dadurch rast der Zug weiter, was die Longriders zwingt, ihm zu folgen. Den Longriders kommen die alarmierten Rangers entgegen und werden überwältigt. Für seine Verdienste erhält Johnny die versprochene Amnestie und Helens Respekt.

## Produktion

### Hintergrund
Gedreht wurde der Film vom 18. August bis zum 2. September 1950 auf der Iverson Movie Ranch in Chatsworth und auf der Movie Ranch von Ray Corrigan im Simi Valley. Nachdrehs wurden im Oktober 1950 erstellt.

### Stab
Howard Bristol war für das Szenenbild zuständig, Jean Louis für die Kostüme.

### Besetzung
In kleinen nicht im Abspann erwähnten Nebenrollen traten Jim Bannon, Trevor Bardette, Edward Earle, George Eldredge, Myron Healey, Eddie Parker und Charles Trowbridge als Gouverneur auf.

## Synchronisation
| Rolle         | Schauspieler      | Deutscher Synchronsprecher |
| ------------- | ----------------- | -------------------------- |
| Johnny Carver | George Montgomery | Peter Pasetti              |
| Helen Fenton  | Gake Storm        | Ilse Werner                |
| Buff Smith    | Noah Beery jr.    | Hans Quest                 |
| Sam Bass      | William Bishop    | Curt Ackermann             |
| Sundance Kid  | Ian McDonald      | Klaus W. Krause            |
| Marshal Goree | Stanley Andrews   | Erik Jelde                 |
| Jimmy         | Joe Fallon        | Bert Brandt                |

Anmerkung: Die kursiv geschriebenen Namen sind Rollen und Darsteller, die nicht im Abspann erwähnt wurden.

## Veröffentlichung
Die Premiere des Films fand am 3. Juni 1951 statt. In der Bundesrepublik Deutschland kam er am 1. Januar 1953 in die Kinos, in Österreich im Oktober 1953.

## Kritiken
Der Filmkritiken-Aggregator Rotten Tomatoes hat in einer Auswertung ein Publikumsergebnis von 50 Prozent positiver Bewertungen ermittelt.
Das Lexikon des internationalen Films schrieb: „Historischer Humbug in Form eines simplen Abenteuer-Western mit extrem ausgiebigen Schießereien.“
Bosley Crowther von der The New York Times bemängelte, dass es keine Überraschungselemente gebe, außer man habe noch nie einen Western gesehen. Es sei nichts originell an der Geschichte oder an der Darstellung.